# Handful of Rain
Handful of Rain ist ein 1994 erschienenes Musikalbum der US-amerikanischen Band Savatage. Es ist das erste Album der Band ohne ihren 1993 bei einem Autounfall verstorbenen Gitarristen Criss Oliva.

## Entstehung
Nach der Tour zum Album Edge of Thorns im Jahr 1993 verunglückte Gitarrist Criss Oliva am 17. Oktober 1993 tödlich, als sein Auto frontal mit dem Wagen eines unter Alkohol stehenden Geisterfahrers kollidierte. Infolge dieses Unfalls sahen viele Zeitgenossen das Ende der Band gekommen, da Jon Oliva, der frühere Sänger, bereits auf dem Vorgängeralbum kein offizielles Bandmitglied war und die Band nun keine Originalmitglieder mehr umfasste. Manager Paul O’Neill und Jon Oliva entschlossen sich allerdings im Gedenken an den Verstorbenen, die Band weiterzuführen und neue Songs zu schreiben. Oliva und O’Neill mieteten sich im Ashley Plaza Hotel in Tampa (Florida) ein, da es Oliva wichtig war, in der Nähe des Todesortes seines Bruders zu sein, und arbeiteten dort an neuem Material, welches in den örtlichen Morrisound-Studios aufgenommen wurde. Als erster Song wurde Alone You Breathe aufgenommen, das Jon Oliva dem Gedenken an seinen Bruder widmete.
Neben Klavier und Keyboard spielte Oliva sämtliche Rhythmusgitarren, den Bass und das Schlagzeug ein, da die übrigen Bandmitglieder über den Status der Band im Unklaren waren und kein neuer Gitarrist feststand. Relativ kurzfristig wurde Alex Skolnick von der Band Testament zu Savatage geholt, er spielte für das Album die Leadgitarrenparts ein und ging nach den Aufnahmen mit der Band auch auf Tournee. Vor Ende der Aufnahmen kehrte auch Sänger Zachary „Zak“ Stevens zurück und stand für Gesangsaufnahmen zur Verfügung. Kurioserweise hatte der Schlagzeuger Steve „Doc“ Wacholz bereits nach der vorherigen Tournee seinen Ausstieg aus der Band bekanntgegeben; auf dem Album wurde er jedoch als Schlagzeuger genannt. Erst vor der nächsten Tour fand die Band in Jeff Plate einen neuen Musiker.
Das Album erschien schließlich im August 1994 über Atlantic Records. Es folgte eine längere Tour mit Plate und Skolnick; zusätzlich kehrte Jon Oliva an der Rhythmusgitarre zur Band zurück. Auf der Tournee entstand das Livealbum und -video Japan Live '94.

## Titelliste
1. Taunting Cobras – 3:21
2. Handful of Rain – 5:25
3. Chance – 7:50
4. Stare Into the Sun – 4:43
5. Castles Burning – 4:39
6. Visions – 1:25
7. Watching You Fall – 5:20
8. Nothing's Going On – 4:09
9. Symmetry – 5:04
10. Alone You Breathe – 7:30

Alle Lieder wurden von Paul O’Neill und Jon Oliva geschrieben. Die Gesamtspielzeit beträgt 49 Minuten und 26 Sekunden.
1995 wurde außerdem Chance als EP veröffentlicht; auf dieser CD waren folgende Tonträger enthalten:
1. Chance (Edit) – 4:50
2. Nothing Going On – 4:07
3. Sirens (Proberaumaufnahme) – 3:32
4. Conversation Piece (Proberaumaufnahme) – 4:19
5. Chance (Volle Version) – 7:48

Die Titel 3 und 4 wurden in der Tourbesetzung am 29. September 1994 live im Proberaum der Band aufgenommen.
2002 veröffentlichte SPV das Album neu; enthalten waren als Boni eine akustische Version von Alone You Breathe, ein Radio-Edit von Chance sowie ein ausführlich auf die Hintergründe des Werkes eingehendes Booklet, das von Clay Marshall verfasst wurde.
Die Neuveröffentlichung aus dem Jahr 2011 enthält als Bonus-Tracks Summer's Rain und Believe als akustische Versionen.

## Bedeutung einiger Lieder
- Chance ist ein sehr ausladendes langes Lied, das stark von dem mit Keyboards erzeugten Orchesterklängen dominiert wird. In seinem Aufbau und Arrangement mit einem als Kanon angelegten mehrstimmigen Gesangspart an Bohemian Rhapsody von Queen erinnert. Textlich handelt das Lied von dem japanischen Diplomaten Chiune Sugihara, der 1940 tausenden Juden die Ausreise aus Litauen nach Japan ermöglichte und sie somit vor dem Zugriff der Deutschen bewahrte. Der Titel des Liedes kam laut Paul O’Neill zustande, weil Sugihara die „Chance“ gesehen habe, das richtige zu tun.[1]
- Castles Burning handelt von Giovanni Falcone, der als Staatsanwalt in Italien gegen die Mafia ermittelte und 1992 bei einem Bombenanschlag getötet wurde.
- Stare Into the Sun handelt von den Unruhen in Los Angeles 1992.
- Watching You Fall thematisiert – in Vorwegnahme des Folgealbums Dead Winter Dead – die mediale Aufbereitung des Bosnienkrieges.
- Symmetry ist vom Selbstmord von Kurt Cobain inspiriert. Die im Text verwendete Phrase Poets and Madmen wurde später für die Band zum Albentitel.
- Visions ist ein Instrumental, das auf Chance aufbaut. Kurioserweise ist es bereits das zweite Musikstück mit diesem Namen, das die Band aufnahm. Bereits 1984 hatte ein Lied auf „The Dungeons Are Calling“ diesen Titel getragen.
- Alone You Breathe, das wie schon erwähnt Criss Oliva gewidmet ist, zitiert den Refrain des Liedes „Believe“ vom Album Streets – A Rock Opera.

## Rezeption
In der unmittelbaren Plattenkritik wurde das Album gut aufgenommen, jedoch wurden Qualitätseinbußen gegenüber den Vorgängerwerken ausgemacht, was häufig auf das Fehlen von Criss Oliva zurückgeführt wird. Im Rock Hard begründete der Redakteur Matthias Breusch dies mit übertriebenen Erwartungen und lobte das Album:

„Sicherlich hat der eine oder andere unter den Soundcheckern die Meßlatte etwas arg hoch angesetzt, auch wenn die teilweise enttäuschten Reaktionen ein wenig verständlich sind, denn die Band hat sich ohne Zweifel verändert. Trotzdem hatte die neue Scheibe auch mit dem Einfluß von Criss so oder ähnlich klingen können, denn sie stellt eindeutig eine Weiterführung des auf „Streets“ und „Edge of Thorns“ favorisierten Kurses dar. […] Trotz aller Kritik ein gelungenes Album nicht zuletzt auch, weil das hochklassige Spiel von Alex Skolnick den unsterblichen Riffmeister Criss in würdiger Weise vertritt.“

Rückblickend wurde Handful of Rain als ein letzter Tribut an den zuvor gepflegten Musikstil gewertet:

„Verblüffenderweise bewegten sich Savatage auf ihrem neunten Studiowerk durch all die Strapazen und das Trübsal weiter von dem Proto-Power-Metal des fantastischen „Hall of the Mountain King“ von ’86 weg. Zudem beginnt das Album mit dem donnernden Riffing von „Taunting Cobras“, was viele vermuten ließ, dass die alten [Savatage] wiedergekehrt wären. […] Das letzte Metal-Album Savatage's bevor sich die Band mit Konzepten, Theatralik und Prog befasste, ist immer noch ein bemerkenswertes Album, wenn man die Umstände seiner Aufnahme bedenkt. Wert, immer wieder mal angehört zu werden.“

Im Progressive-Rock-Webzine Babyblaue Seiten wird das Album stilistisch stellenweise in die Nähe von Dream Theater gerückt:

„Selbst für Savatage-Verhältnisse ist das Album „Handful of Rain“ […] sehr hart ausgefallen. Die Gitarre erinnert an manchen Stellen an die Zakk-Wylde-Beiträge auf den Solo-Platten von Derek Sherinian. […] das ziemlich bombastisch-orchestral daherkommende „Chance“ sowie das kurze, stark keyboardlastige „Visions“ könnten auch Dream-Theater-Hardliner interessieren.“